# 泡尾带绦虫属
泡尾带绦虫属（学名：Hydatigera），也称作泡状带绦虫属，为带绦虫科的一个属。

## 下属物种
本属包括以下物种：
- Hydatigera kamiyai Iwaki, 2016
- Hydatigera parva
- 肥颈泡状带绦虫 Hydatigera taeniaeformis (Batsch, 1786)，猫泡尾带绦虫